# Diores decipiens
Diores decipiens är en spindelart som beskrevs av Rudy Jocqué 1990. Diores decipiens ingår i släktet Diores och familjen Zodariidae. Inga underarter finns listade i Catalogue of Life.